# Jan Lucemburský (velkovévoda)
Jan Lucemburský (luc. Jean vu Lëtzebuerg, franc. Jean de Luxembourg, něm. Jean n. Johann von Luxemburg, 5. ledna 1921 zámek Berg, Colmar-Bergu – 23. dubna 2019 Lucemburk) byl v letech 1964 až 2000 velkovévodou lucemburským (a bývá, zejm. v německém jazykovém prostředí označován jako Johann I., tedy česky Jan I.)

## Titulatura

Malý erb Jeho královské výsosti Jana, velkovévody lucemburského, vévody nasavského, prince bourbonsko-parmského

Jeho plné jméno znělo Jean Benoît Guillaume Robert Antoine Louis Marie Adolphe Marc d'Aviano. Byl nositelem titulu „J.K.V. velkovévoda lucemburský, vévoda z Nassau, princ Bourbonsko-Parmský, falckrabě při Rýnu, hrabě ze Saynu, Königsteinu, Katzenelnbogenu a Diezu, purkrabě z Hammersteinu, svobodný pán z Mahlbergu, Wiesbadenu, Idsteinu, Merenbergu, Limburgu a Eppsteinu“.

## Život
Princ Jan se narodil 5. ledna 1921 na zámku Berg jako nejstarší syn lucemburské velkovévodkyně Šarloty a prince Felixe.
Od roku 1934 navštěvoval školu v anglickém Ampleforthu a 5. ledna 1939 po dovršení 18. roku života byl jmenován dědičným velkovévodou. Během druhé světové války velkovévodská rodina společně s vládou odchází do exilu v Kanadě a Velké Británii.
Poté, co princ Jan studoval na kanadské Universitě Laval v Quebeku, vstoupil 29. listopadu 1942 do britského pluku Irské gardy a účastnil se jako aktivní voják osvobození kontinentu. 11. června 1944 se zúčastnil vylodění v Normandii a podílel se na bitvě o Caen a osvobození Bruselu. 10. září 1944, v den osvobození města Lucemburku, byl princ Jan odvolán do Lucemburska, kde byl odpoledne nadšeně vítán obyvatelstvem. Krátce před koncem války s vojenskou jednotkou pomáhal osvobodit Arnhem.

## Rodina
Dědičný velkovévoda Jan se 9. dubna 1953 oženil s belgickou princeznou Joséphine Charlottou, sestrou belgického krále Baudouina I. a Alberta II., jež 10. ledna 2005 zemřela jako 77letá po dlouhé nemoci. Ze svazku se narodilo patero dětí:
1. Marie-Astrid (* 1954) ∞ 1982 Karel Kristián Habsbursko-Lotrinský
  1. Marie Kristina (* 1983) ∞ 2008 hrabě Rudolf de Limburg-Stirum
    1. Leopold (* 2011)
    2. Konstantin (* 2013)

  2. Emanuel (* 1985) ∞ 2012 Kathleen Elizabeth Walker
    1. Marie Stella (* 2013)

  3. Kryštof (* 1988) ∞ 2012 Adelaide Drapé-Frisch
  4. Alexandr (* 1990)
  5. Gabriela (* 1994)
2. Jindřich (* 1955), od roku 2000 úřadující velkovévoda ∞ 1981 Maria Teresa Lucemburská
  1. Guillaume (* 1981), korunní princ ∞ 2012 Stéphanie de Lannoy
    1. Karel Lucemburský (* 2020)

  2. Félix (* 1984) ∞ 2012 Claire Lademacherová
    1. Amálie Nasavská (* 2014)
    2. Liam Nasavský (* 2016)

  3. Ludvík (* 1986) ∞ 2006 Tessy Antony, rozvod 2019
    1. Gabriel (* 2006)
    2. Noah (* 2007)

  4. Alexandra (* 1991)
  5. Sebastien (* 1992)
3. Margaretha  (* 1957) ∞ 1982 Nikolaus Lichtenštejnský, syn knížete Františka Josefa II.
  1. Leopold (*/† 1984)
  2. Marie Anunciata (* 1985)
  3. Marie Astrid (* 1987)
  4. Josef Emanuel (* 1989)
4. Jean (* 1957) ∞ 1987-2004 Helene Vestur, 2009 Diane de Guerre
  1. Marie-Gabriela Nasavská (* 1986)
  2. Konstantin Nasavský (* 1988)
  3. Václav Nasavský (* 1990)
  4. Karel-Johan Nasavský (* 1992)
5. Guillaume (* 1963) ∞ 1994 Sibilla Weillerová
  1. Pavel Ludvík (* 1998), je kmotřencem svého bratrance Guillauma
  2. Leopold (* 2000)
  3. Šarlota (* 2000)
  4. Jan (* 2004)

## Vláda
28. dubna 1961 jmenovala velkovévodkyně Šarlota prince Jana svým nástupcem, čímž se dědičný korunní princ de facto stal hlavním jednatelem ve státnických záležitostech lucemburského panovníka místo své matky.
Po odstoupení své matky, velkovévodkyně Šarloty dne 12. listopadu 1964 se ujal vlády jako velkovévoda Jan a téhož dne vykonal přísahu před poslaneckou sněmovnou dle lucemburské ústavy.
Velkovévoda Jan vykonával svůj úřad s výsostnou diskrétností, aby ani náznakem nepoškodil svou roli nadstranické symbolické postavy pro jednotu a nezávislost země.
Během jeho vlády se Lucembursko vyvinulo z agrárního a průmyslového státu v moderní středisko služeb. Od konce 60. let se v Lucembursku usídlovaly první mezinárodní banky a východně od historického jádra hlavního města se nachází 350hektarový areál komplexu budov Evropského společenství, jehož je Lucemburk (po Bruselu) druhým hlavním sídlem.
Velkovévoda Jan, za jehož úřadování Lucembursko roku 1989 oslavilo stopadesáté výročí nezávislosti a sté výročí vlády dynastie Nassau-Weilburg, předal v březnu 1998 probíhající státnické záležitosti svému nejstaršímu synovi, dědičnému velkovévodovi Jindřichovi, a dne 7. října 2000 mu předal také velkovévodskou korunu.

## Vývod zpředků
|                 |                                        |  |                |                                          |  |  |  |  |  |  |  | Karel II. Parmský |
|                 |                                        |  |                |                                          |  |  |  |  |  |  |  |                   |
|                 | Karel III. Parmský                     |  |                |                                          |  |  |  |  |  |  |  |                   |
|                 |                                        |  |                |                                          |  |  |  |  |  |  |  |                   |
|                 |                                        |  |                | Marie Tereza Savojská                    |  |  |  |  |  |  |  |                   |
|                 |                                        |  |                |                                          |  |  |  |  |  |  |  |                   |
|                 | Robert I. Parmský                      |  |                |                                          |  |  |  |  |  |  |  |                   |
|                 |                                        |  |                |                                          |  |  |  |  |  |  |  |                   |
|                 |                                        |  |                | Karel Ferdinand Bourbonský               |  |  |  |  |  |  |  |                   |
|                 |                                        |  |                |                                          |  |  |  |  |  |  |  |                   |
|                 | Luisa Marie Terezie z Artois           |  |                |                                          |  |  |  |  |  |  |  |                   |
|                 |                                        |  |                |                                          |  |  |  |  |  |  |  |                   |
|                 |                                        |  |                | Marie Karolína Neapolsko-Sicilská        |  |  |  |  |  |  |  |                   |
|                 |                                        |  |                |                                          |  |  |  |  |  |  |  |                   |
|                 | Felix Bourbonsko-Parmský               |  |                |                                          |  |  |  |  |  |  |  |                   |
|                 |                                        |  |                |                                          |  |  |  |  |  |  |  |                   |
|                 |                                        |  |                | Jan VI. Portugalský                      |  |  |  |  |  |  |  |                   |
|                 |                                        |  |                |                                          |  |  |  |  |  |  |  |                   |
|                 | Michal I. Portugalský                  |  |                |                                          |  |  |  |  |  |  |  |                   |
|                 |                                        |  |                |                                          |  |  |  |  |  |  |  |                   |
|                 |                                        |  |                | Šarlota Španělská                        |  |  |  |  |  |  |  |                   |
|                 |                                        |  |                |                                          |  |  |  |  |  |  |  |                   |
|                 | Marie Antonie Portugalská              |  |                |                                          |  |  |  |  |  |  |  |                   |
|                 |                                        |  |                |                                          |  |  |  |  |  |  |  |                   |
|                 |                                        |  |                | Konstantin Löwenstein-Wertheim-Rosenberg |  |  |  |  |  |  |  |                   |
|                 |                                        |  |                |                                          |  |  |  |  |  |  |  |                   |
|                 | Adelaida Löwenstein-Wertheim-Rosenberg |  |                |                                          |  |  |  |  |  |  |  |                   |
|                 |                                        |  |                |                                          |  |  |  |  |  |  |  |                   |
|                 |                                        |  |                | Anežka Hohenlohe-Langenburská            |  |  |  |  |  |  |  |                   |
|                 |                                        |  |                |                                          |  |  |  |  |  |  |  |                   |
| Jan Lucemburský |                                        |  |                |                                          |  |  |  |  |  |  |  |                   |
|                 |                                        |  |                |                                          |  |  |  |  |  |  |  |                   |
|                 |                                        |  | Vilém Nasavský |                                          |  |  |  |  |  |  |  |                   |
|                 |                                        |  |                |                                          |  |  |  |  |  |  |  |                   |
|                 | Adolf Lucemburský                      |  |                |                                          |  |  |  |  |  |  |  |                   |
|                 |                                        |  |                |                                          |  |  |  |  |  |  |  |                   |
|                 |                                        |  |                | Luisa Sasko-Hildburghausenská            |  |  |  |  |  |  |  |                   |
|                 |                                        |  |                |                                          |  |  |  |  |  |  |  |                   |
|                 | Vilém IV. Lucemburský                  |  |                |                                          |  |  |  |  |  |  |  |                   |
|                 |                                        |  |                |                                          |  |  |  |  |  |  |  |                   |
|                 |                                        |  |                | Fridrich August Anhaltsko-Desavský       |  |  |  |  |  |  |  |                   |
|                 |                                        |  |                |                                          |  |  |  |  |  |  |  |                   |
|                 | Adelaida Marie Anhaltsko-Desavská      |  |                |                                          |  |  |  |  |  |  |  |                   |
|                 |                                        |  |                |                                          |  |  |  |  |  |  |  |                   |
|                 |                                        |  |                | Marie Luisa Hesensko-Kaselská            |  |  |  |  |  |  |  |                   |
|                 |                                        |  |                |                                          |  |  |  |  |  |  |  |                   |
|                 | Šarlota Lucemburská                    |  |                |                                          |  |  |  |  |  |  |  |                   |
|                 |                                        |  |                |                                          |  |  |  |  |  |  |  |                   |
|                 |                                        |  |                | Jan VI. Portugalský                      |  |  |  |  |  |  |  |                   |
|                 |                                        |  |                |                                          |  |  |  |  |  |  |  |                   |
|                 | Michal I. Portugalský                  |  |                |                                          |  |  |  |  |  |  |  |                   |
|                 |                                        |  |                |                                          |  |  |  |  |  |  |  |                   |
|                 |                                        |  |                | Šarlota Španělská                        |  |  |  |  |  |  |  |                   |
|                 |                                        |  |                |                                          |  |  |  |  |  |  |  |                   |
|                 | Marie Anna Portugalská                 |  |                |                                          |  |  |  |  |  |  |  |                   |
|                 |                                        |  |                |                                          |  |  |  |  |  |  |  |                   |
|                 |                                        |  |                | Konstantin Löwenstein-Wertheim-Rosenberg |  |  |  |  |  |  |  |                   |
|                 |                                        |  |                |                                          |  |  |  |  |  |  |  |                   |
|                 | Adelaida Löwenstein-Wertheim-Rosenberg |  |                |                                          |  |  |  |  |  |  |  |                   |
|                 |                                        |  |                |                                          |  |  |  |  |  |  |  |                   |
|                 |                                        |  |                | Anežka Hohenlohe-Langenburská            |  |  |  |  |  |  |  |                   |
|                 |                                        |  |                |                                          |  |  |  |  |  |  |  |                   |